# 2927 Alamosa
2927 Alamosa este un asteroid din centura principală, descoperit pe 5 octombrie 1981 de Norman Thomas.